# Скапания шариконосная
Скапа́ния шариконо́сная (лат. Scapánia sphaerífera) — вид печёночных мхов рода Скапания (Scapania) семейства Скапаниевые (Scapaniaceae). Растение впервые описано в 1936 году Хансом Бухом и Ристо Калеви Туомикоски.

## Распространение и среда обитания
Эндемик России. Изначально была обнаружена в Мурманской области, однако в дальнейшем скапания шариконосная была отмечена ещё примерно на пятнадцати участках в Камчатке, Приморском крае и южной Сибири.
Предпочитает произрастать на камнях, в затенённых местах с высокой влажностью воздуха, или на мелкозёмах между камней. Часто растёт вместе с Andreae rupestris, Anastrophyllum saxicola, Macrodiplophyllum microdontum, Tritomaria quinquedentata.

## Ботаническое описание
До 1 см в высоту и 3 мм в ширину.
Цвет — от желтовато-зелёного до красновато-коричневого. Листья двухлопастные, с зубчатыми краями.

## Замечания по охране
В 2012 году Скапания шариконосная получила статус «near threatened» («близки к уязвимому положению») согласно классификации Международного союза охраны природы. Ранее в 2000 году вид классифицировался как «уязвимый» («vulnerable»). Отмечались недостаточные меры по охране растения.
Занесён в Красную книгу Российской Федерации, а также в региональные Красные книги Мурманской и Иркутской областей, Красноярского края и республики Бурятия.